# Організаційно-правова форма в Україні
Організаційно-правова форма в Україні визначена класифікатором організаційно-правових форм господарювання (КОПФГ) таким чином:
|  | форма здійснювання господарської (зокрема підприємницької) діяльності з відповідною правовою основою, яка визначає характер відносин між засновниками (учасниками), режим майнової відповідальності по зобов'язаннях підприємства (організації), порядок створення, реорганізації, ліквідації, управління, розподілу одержаних прибутків, можливі джерела фінансування діяльності тощо |

## КОПФГ
В Україні діє Класифікатор організаційно-правових форм господарювання (КОПФГ). За допомогою цього класифікатора органи державної влади (в першу чергу, органи державної статистики) класифікують юридичні особи за організаційно-правовими формами.
Для полегшення роботи до КОПФГ включені також пункти, що не пов'язані із юридичними особами: фізична особа-підприємець, відокремлений підрозділ юридичної особи.

## Визначення організаційно-правової форми
Назви юридичних осіб в Україні мають такий вигляд:
```
Товариство з обмеженою відповідальністю
 
"Торговельна організація "Київ"

Київський національний університет імені Тараса Шевченка

Відділ державної виконавчої служби Печерського районного управління юстиції у місті Києві

Дочірнє підприємство
 
"ГАЗ-ТЕПЛО"
 
Національної акціонерної компанії
 
"НАФТОГАЗ УКРАЇНИ"
```

У цих прикладах позначене зеленим кольором — це організаційно-правова форма, а позначене блакитним кольором — це назва юридичної особи. Разом організаційно-правова форма та назва утворюють найменування юридичної особи. Таким чином організаційно-правова форма є частиною найменування юридичної особи (крім державних установ) та завжди знаходиться перед назвою.
Назва юридичної особи не може містити посилання на організаційно-правову форму. Найменування комунальних підприємств, державних та комунальних організацій (закладів, установ), дочірніх підприємств, підприємств споживчої кооперації та підприємств об'єднань громадян або релігійних організацій можуть містити інформацію про засновника цієї юридичної особи. У четвертому прикладі, наведеному вище, міститься посилання на засновника дочірнього підприємства (із зазначенням організаційно-правової форми та назви засновника).
Таким чином організаційно-правова форма (крім органів державної влади, органів місцевого самоврядування, органів влади Автономної Республіки Крим, державних, комунальних організацій, закладів, установ) разом з назвою юридичної особи становлять найменування юридичної особи.

## Організація внутрішніх відносин у юридичній особі
Залежно від організаційно-правової форми визначаються внутрішні відносини у юридичній особі, зокрема який орган є найголовнішим, якими є повноваження інших органів, порядок прийняття ними рішень.
Так, у господарських товариствах кількість голосів на загальних зборах учасників визначається пропорційно внеску до статутного капіталу (тобто один учасник може мати більше голосів, інший — менше). У об'єднанні співвласників багатоквартирного будинку кількість голосів у кожного члена не залежить від площі належного йому приміщення і є однаковою: один голос.
Казенні та комунальні підприємства завжди мають конкретний орган державної влади (місцевого самоврядування), який керує ними одноособово (тобто голосів немає, є лише одне конкретне рішення).
Також різним є і обсяг прав учасників (членів, власників): одні види юридичних осіб можуть передбачати право учасника на отримання прибутку, інші — ні; відрізняються права на отримання частки майна у випадку ліквідації юридичної особи; неоднаковим є порядок виходу та виключення із учасників (членів, власників) та виплати компенсації при цьому і т. д. Відносно господарських товариств діють корпоративні права.

## Формальна організація
Залежно від організаційно-правової форми відрізняються формальні назви:
- вищого органу (загальні збори, конференція, з'їзд, власник тощо),
- учасників (учасники, засновники, члени, власники тощо),
- основного статутного документу (положення, статут, розпорядження, договір тощо).

## Відповідальність учасників (засновників, членів)
Залежно від обраної організаційно-правової форми є різними і обсяг відповідальності учасників (засновників, членів тощо) у випадку неплатоспроможності юридичної особи. Так, якщо юридична особа не здатна повністю розрахуватись по всім своїм боргам (грошей і майна не має, а борги залишаються), то в окремих випадках можливе стягнення боргу з учасника (засновника, члена тощо) такої юридичної особи.
Наприклад:
- у повному товаристві учасники несуть повну відповідальність всім своїм майном за боргами повного товариства,
- у товаристві з обмеженою відповідальністю учасники не несуть відповідальності за борги товариства (але втрачають свої внески до статутного капіталу),
- у товаристві з додатковою відповідальністю учасники несуть додаткову відповідальність, розмір якої обмежений.

## Здійснення діяльності
В окремих випадках здійснювати певну господарську діяльність можуть лише юридичні особи певної організаційно-правової форми.
Наприклад:
- банки в Україні створюються у формі публічного акціонерного товариства або кооперативного банку[3],
- холдингова компанія завжди утворюється як акціонерне товариство[4].

Також у певних випадках прямо встановлюються виключні організаційно-правові форми, які повинні мати юридичні особи. Так, здійснювати представництво інтересів усіх власників багатоквартирного будинку може виключно юридична особа, утворена в формі об'єднання співвласників багатоквартирного будинку.
Також виключну діяльність здійснюють, зокрема, юридичні особи таких організаційно-правових форм:
- політична партія,
- профспілка,
- релігійна організація,
- громадська організація,
- громадська спілка,
- фондова біржа,
- товарна біржа.